# Guatteria pachyphylla
Guatteria pachyphylla este o specie de plante angiosperme din genul Guatteria, familia Annonaceae, descrisă de Paulus Johannes Maria Maas și Lübbert Ybele Theodoor Westra. Conform Catalogue of Life specia Guatteria pachyphylla nu are subspecii cunoscute.